# Gate: Jieitai Kano Chi nite, Kaku Tatakaeri
Gate: Jieitai Kano Chi nite, Kaku Tatakaeri (jap. ゲート 自衛隊 彼の地にて、斯く戦えり, Gēto: ~, dt. „Tor: So kämpften die Selbstverteidigungsstreitkräfte an jenem Ort“) ist eine Romanreihe von Takumi Yanai. Das Werk wurde auch als Manga adaptiert, sowie seit Juli 2015 als Anime-Serie, die auch im deutschsprachigen Raum erscheint.

## Handlung
Eines Tages öffnet sich inmitten von Tokios belebtestem Einkaufsviertel Ginza ein „Tor“, aus dem eine Armee aus Monstern und antiken Soldaten hervorströmt und ein Massaker anrichtet, doch nach einem kurzen Moment der Überraschung kann diese von der japanischen Armee (SDF) und Polizei zurückgeschlagen werden. Es stellt sich heraus, dass die feindliche Armee aus einer anderen Welt stammt, in der zwar Magie existiert, die sonst aber vom kulturellen und technologischen Standpunkt weitestgehend dem Römischen Reich entspricht. Die japanische Regierung entsendet die SDF zur anderen Seite des Tores – die von ihr die „Spezielle Region“ benannt wird –, um dort einen Brückenkopf zur Sicherung ihres Landes zu errichten und die Schuldigen an diesem Angriff zu Verhandlungen zu zwingen.
Protagonist der Handlung ist Oberleutnant Yōji Itami (伊丹 耀司), ein 33-jähriger zertifizierter Special Forces-Soldat, Otaku und Müßiggänger, dessen Lebenssinn er einzig in seinem Hobby sieht. Bei der Invasion von Ginza, wo er zufällig ein Doujinshi-Event besuchen wollte, bringt er eine große Anzahl von Zivilisten in Sicherheit und organisiert die ersten Verteidigungsbemühungen, weswegen er als Held gefeiert wird und eine Beförderung erhält. Auf der anderen Seite des Tors wird er auf Erkundungsmissionen geschickt, um mehr über die Welt und ihre Bewohner zu erfahren, und befreundet sich dabei mit der Hochelfe Tuka Luna Marceau (テュカ・ルナ・マルソー, Tyuka Runa Marusō); der jungen Magierin Lelei La Lelena (レレイ・ラ・レレーナ, Rerei Ra Rerēna), die die japanische Sprache sehr rasch erlernt und daher als Übersetzerin und Vermittlerin zwischen den beiden Kulturen tätig wird; Rory Mercury (ロゥリィ・マーキュリー, Rourii Mākyurī), einer unsterblichen Halbgöttin und Apostelin des Todesgottes Emroy (エムロイ, Emuroi); und mit der Dunkelelfe Yao Haa Dushi (ヤオ・ハー・デュッシ, Yao Hā Dyusshi).
Itami und sein Trupp beteiligen sich während ihres Aufenthalts in der Speziellen Region an diversen Friedensmissionen und humanitären Einsätzen und gewinnen dadurch allmählich das Vertrauen der Bevölkerung. Nachdem sie der imperialen Prinzessin Piña Co Lada (ピニャ・コ・ラーダ, Pinya Ko Rāda) im Kampf gegen eine Banditenhorde beigestanden haben und diese Zeugin der technischen Überlegenheit der japanischen Armee geworden ist, versucht die Prinzessin alles, um ihren Vater, Kaiser Molto Sol Augustus (モルト・ソル・アウグスタス, Moruto Soru Augusutasu), dazu zu bewegen, Frieden mit der japanischen Regierung zu suchen. Jedoch werden die Friedensbemühungen durch feindselige Elemente bedroht: Die USA, Russland und China beneiden Japan um ihren freien Zutritt zu dieser neuen Welt, die für sie eine neue, unberührte Ressourcenquelle darstellt; und der älteste Sohn des Kaisers, der arrogante und geisteskranke Zorzal El Caesar (ゾルザル・エル・カエサル, Zoruzaru Eru Kaesaru), sucht Rache an den Japanern, nachdem Itami eine japanische Gefangene aus seinen Klauen befreit und ihn dabei schwer gedemütigt hat. Zorzal erhebt sich selbst zum Kaiser und schickt sich an, einen neuen Krieg gegen Japan anzuzetteln, welcher das Reich an den Rand der Vernichtung zu bringen droht. So sieht sich die SDF gezwungen, aktiv in die politischen Geschehnisse des Landes einzugreifen, um den Status quo und die Chance auf einen beidseitigen Frieden aufrechtzuerhalten.

## Veröffentlichung
Der frühere Soldat Takumi Yanai veröffentlichte den Roman ursprünglich unter dem Pseudonym Todoku Takusan (とどく＝たくさん) auf der Website Arcadia, auf der Nutzer selbstgeschriebene Geschichten veröffentlichen können. Von April 2006 bis Juni 2009 entstanden so drei digitale Bände. 2010 wurde der Verlag AlphaPolis auf ihn aufmerksam und bot ihm an, den Roman professionell zu veröffentlichen. Die ersten beiden Bände unterscheiden sich dabei in ihrer gedruckten Form nur leicht von ihren Webfassungen, in dem die enthaltene politische Kritik entschärft wurde – vom Autor daher als „schwach giftige Fassung“ (弱毒版, jakudokuban) bezeichnet –, während der Abschlussband des Webromans neugeschrieben und auf drei gedruckte Bände ausgedehnt wurde. Von April 2010 bis Dezember 2011 erschienen somit fünf Bände bei AlphaPolis:
- 1. Sesshoku-hen / Gate 1: Contact (1.接触編), 12. April 2010, ISBN 978-4-434-14235-2.
- 2. Enryū-hen / Gate 2: Flame Dragon (2.炎龍編), 5. August 2010, ISBN 978-4-434-14763-0.
- 3. Dōran-hen / Gate 3: Upheaval (3.動乱編), 24. Dezember 2010, ISBN 978-4-434-15254-2.
- 4. Sōgeki-hen / Gate 4: All-out Attack (4.総撃編), 24. Juni 2011, ISBN 978-4-434-15720-2.
- 5. Meimon-hen / Gate 5: Closed Gate (5.冥門編), 22. Dezember 2011, ISBN 978-4-434-16238-1.

Im Anschluss an diese Bände erscheint seit September 2012 eine Reihe von Nebengeschichten (gaiden), die nach Abschluss der Haupthandlung spielen:
- Gaiden: Nankai Hyōryū-hen (外伝 南海漂流編), 25. September 2012, ISBN 978-4-434-17129-1.
- Gaiden Ni: Kurokami no Taisaiten-hen (外伝弐 黒神の大祭典編), 25. Juli 2013, ISBN 978-4-434-18173-3.
- Gaiden San: Tasogare no Ryūkishi Densetsu-hen (外伝参 黄昏の竜騎士伝説編), 22. April 2014, ISBN 978-4-434-19120-6.
- Gaiden Yon: Hakugin no Shōki-hen (外伝四 白銀の晶姫編), 23. Dezember 2014, ISBN 978-4-434-20085-4.
- Gaiden+: Tokuchi Meikyū Kōryaku-hen (外伝+ 特地迷宮攻略編), 23. Juni 2015, ISBN 978-4-434-20742-6.

Die Coverillustrationen der fünf Hauptbände und gaiden stammen von Daisuke Izuka.
Seit Dezember 2012 erscheint eine Neuausgabe als Light Novel, d. h. im Bunkoban-Format und mit Begleitillustrationen. Ein Band der Originalausgabe im JIS-B6-Papierformat entspricht damit zwei Bänden der Neuausgabe im kleineren DIN-A6-Format. Die Illustrationen dieser Ausgabe stammen von Kurojishi.
- 1. Sesshoku-hen (jō) (1.接触編 上), 19. Dezember 2012, ISBN 978-4-434-17474-2.
- 1. Sesshoku-hen (ge) (1.接触編 下), 19. Dezember 2012, ISBN 978-4-434-17475-9.
- 2. Enryū-hen (jō) (2.炎龍編 上), 22. März 2013, ISBN 978-4-434-17702-6.
- 2. Enryū-hen (ge) (2.炎龍編 下), 22. März 2013, ISBN 978-4-434-17703-3.
- 3. Dōran-hen (jō) (3.動乱編 上), 26. Juni 2013, ISBN 978-4-434-17937-2.
- 3. Dōran-hen (ge) (3.動乱編 下), 26. Juni 2013, ISBN 978-4-434-17938-9.
- 4. Sōgeki-hen (jō) (4.総撃編 上), 24. September 2013, ISBN 978-4-434-18239-6.
- 4. Sōgeki-hen (ge) (4.総撃編 下), 24. September 2013, ISBN 978-4-434-18240-2.
- 5. Meimon-hen (jō) (5.冥門編 上), 17. Dezember 2013, ISBN 978-4-434-18575-5.
- 5. Meimon-hen (ge) (5.冥門編 下), 17. Dezember 2013, ISBN 978-4-434-18576-2.
- Gaiden 1. Nankai Hyōryū-hen (jō) (外伝1.南海漂流編 上), 24. Dezember 2014, ISBN 978-4-434-19944-8.
- Gaiden 1. Nankai Hyōryū-hen (ge) (外伝1.南海漂流編 下), 24. Dezember 2014, ISBN 978-4-434-19945-5.
- Gaiden 2. Kurokami no Taisaiten (jō) (外伝2.黒神の大祭典編 上), 26. März 2015, ISBN 978-4-434-20300-8.
- Gaiden 2. Kurokami no Taisaiten (ge) (外伝2.黒神の大祭典編 下), 26. März 2015, ISBN 978-4-434-20301-5.
- Gaiden 3. Tasogare no Ryūkishi Densetsu (jō) (外伝3.黄昏の竜騎士伝説編 上), 25. Juni 2015, ISBN 978-4-434-20647-4.
- Gaiden 3. Tasogare no Ryūkishi Densetsu (ge) (外伝3.黄昏の竜騎士伝説編 下), 25. Juni 2015, ISBN 978-4-434-20648-1.
- Gaiden 4: Hakugin no Shōki-hen (jō) (外伝4.白銀の晶姫編 上), 23. Dezember 2015, ISBN 978-4-434-21294-9.
- Gaiden 4: Hakugin no Shōki-hen (ge) (外伝4.白銀の晶姫編 下), 23. Dezember 2015, ISBN 978-4-434-21295-6.
- Gaiden +: Tokuchi Meikyū Kōryaku-hen (jō) (外伝+ 特地迷宮攻略編 上), 1. März 2016, ISBN 978-4-434-21753-1.
- Gaiden +: Tokuchi Meikyū Kōryaku-hen (ge) (外伝+ 特地迷宮攻略編 下), 1. März 2016, ISBN 978-4-434-21754-8.

## Manga
AlphaPolis ließ die Romanreihe auch von dem Zeichner Satoru Sao als Manga adaptieren. Der Manga erscheint als Webcomic seit Juli 2011 auf AlphaPolis’ Website. Diese Kapitel wurden auch in bisher 26 gedruckten Sammelbänden (Tankōbon) zusammengefasst (Stand: Dezember 2024):
1. 15. Juni 2012, ISBN 978-4-434-16703-4.
2. 25. Januar 2013, ISBN 978-4-434-17468-1.
3. 18. Juli 2013, ISBN 978-4-434-18048-4.
4. 20. April 2014, ISBN 978-4-434-19017-9.
5. 22. September 2014, ISBN 978-4-434-19601-0.
6. 30. März 2015, ISBN 978-4-434-20299-5.
7. 23. Juni 2015, ISBN 978-4-434-20675-7.
8. 1. Dezember 2015, ISBN 978-4-434-21300-7.
9. 1. Juni 2016, ISBN 978-4-434-21993-1.
10. 1. Dezember 2016, ISBN 978-4-434-22649-6.
11. 1. April 2017, ISBN 978-4-4342-3144-5.
12. 1. Dezember 2017, ISBN 978-4-434-23969-4.
13. 1. Juni 2018, ISBN 978-4-434-24676-0.
14. 30. Dezember 2018, ISBN 978-4-434-253683
15. 30. Juni 2019, ISBN 978-4-434-260315
16. 30. Dezember 2019, ISBN 978-4-434-267765
17. 30. Juni 2020, ISBN 978-4-434-27533-3
18. 30. Dezember 2020, ISBN 978-4-434-28254-6
19. 30. Juni 2021, ISBN 978-4-434-29010-7
20. 30. Dezember 2021, ISBN 978-4-434-29735-9
21. 30. Juni 2022, ISBN 978-4-434-30460-6
22. 30. Dezember 2022, ISBN 978-4-434-31352-3
23. 30. Juni 2023, ISBN 978-4-434-32196-2
24. 30. Dezember 2023, ISBN 978-4-434-33117-6
25. 19. Juni 2024, ISBN 978-4-434-34052-9
26. 18. Dezember 2024, ISBN 978-4-434-35001-6

Bei AlphaPolis erscheinen zudem noch vier Spin-off Mangas:
- Gate featuring The Starry Heavens von Chako Abeno, das die Handlung komödiantisch uminterpretiert, bei dem die drei Protagonisten Tuka, Lelei und Rory die Girl Group The Starry Heavens bilden[3] (zwei Sammelbände),
- Gate: Teikoku no Bara Kishidan Piña Co Lada 14-sai  (ゲート　帝国の薔薇騎士団　ピニャ・コ・ラーダ14歳, dt. „Gate: Die 14-jährige Piña Co Lada des kaiserlichen Rosenritterordens“) von Yukie Shiren[4] (gesamt zwei Sammelbände),
- der Gag-Manga Gate! (げーと！) von Kuinji 51-gō,[5] sowie
- Mei-Kon (めい☆コン) gezeichnet von Chi nach dem Text von Takumi Yanai, der jenen Manga darstellt den Yōji Itami in Gate liest. Dieser endete am 22. Oktober 2015.[6] Der Sammelband folgte am 25. Dezember 2015 (ISBN 978-4-434-21276-5).

## Anime
Im Dezember 2014 wurde die Adaption als Anime-Fernsehserie bekanntgegeben. Die Serie wird von A-1 Pictures unter der Regie von Takahiko Kyōgoku animiert, wobei das Character Design von Jun Nakai angepasst wurde. Die erste Staffel mit 12 Folgen lief vom 4. Juli bis 19. September 2015 nach Mitternacht (und damit am vorigen Fernsehtag) auf Tokyo MX, sowie mit bis zu einer Woche Versatz auch auf TV Aichi, MBS, BS11 und AT-X. Die zweite Staffel, Enryū-hen, folgte vom 9. Januar bis 26. März 2016 auf Tokyo MX sowie mit Versatz auf den anderen Sendern.
Crunchyroll streamte die Serie parallel zur japanischen Ausstrahlung mit deutschen und englischen Untertiteln in Europa (ausgenommen der französischsprachigen Gebiete), Nord- und Südamerika, dem Nahen Osten, Nordafrika, Südafrika, Australien und Neuseeland. Auf Blu-ray wird die Serie in den USA bei Sentai Filmworks erscheinen. Auf Deutsch erschien die Serie ab Februar 2017 bei Anime House auf DVD und Blu-ray.

### Synchronisation
| Rolle                    |                                                | japanischer Sprecher (Seiyū) | deutscher Sprecher   |
| ------------------------ | ---------------------------------------------- | ---------------------------- | -------------------- |
| OLt. Yōji Itami          | Kommandant Spähtrupp III.                      | Jun’ichi Suwabe              | Patrick Schröder     |
| Rory Mercury             | Halbgöttin und Apostelin des Todesgottes Emroy | Risa Taneda                  | Kathrin Hildebrand   |
| Tuka Luna Marceau        | Hochelfe                                       | Hisako Kanemoto              | Nadine Ehrenreich    |
| Lelei La Lelena          | junge Magierin / Übersetzerin                  | Nao Tōyama                   | Ramona Bess          |
| SFC Shino Kuribyashi     | Soldatin Spähtrupp III.                        | Maaya Uchida                 | Barbara Ehrlich      |
| Piña Co Lada             | Prinzessin des Imperiums                       | Haruka Tomatsu               | Christiane Werk      |
| Yao Ha Dusshi            | Dunkelelfe                                     | Yōko Hikasa                  | Carolin Sophie Göbel |
| SFC Akira Tomita         | Soldat Spähtrupp III.                          | Hiroki Yasumoto              | Jürgen Heimüller     |
| Sgt. Takeo Kurata        | Soldat Spähtrupp III. / Fahrer / Otaku         | Kaito Ishikawa               | Sven-Marcel Voss     |
| Kouichirou Hazama        |                                                | Hiroshi Yanaka               | Raik Singer          |
| Akira Yanagida           |                                                | Kouji Yusa                   | Patrick Gräser       |
| SGM Souichirou Kuwabara  | Zugführer Spähtrupp III. / Ausbilder / Veteran | Kanehira Yamamoto            | Anjo Czernich        |
| SFC Mari Kurokawa        | Sanitäterin im Spähtrupp III.                  | Satomi Akesaka               | Nataša Rikanović     |
| Meister Kato El Altestan | Zauberer des Coda-Dorfes / Lehrer von Lelei    | Chō                          | Wolfgang Rositzka    |
| Hamilton Uno Law         |                                                | Ikumi Hayama                 | Stella Goritzki      |
| Bozes Co Palesti         |                                                | Yumi Uchimaya                | Jenny Winkler        |
| Zorzal El Caesar         | Kronprinz, arrogant und geisteskrank           | Katsuyuki Konishi            |                      |
| Tyuule                   | Kriegerkaninchen                               | Ami Koshimizu                |                      |

### Musik
Die Filmmusik wurde von Yoshiaki Fujisawa komponiert. Die Vorspanntitel der ersten Staffel, Gate – Sora wa Akitsuki no Yō ni (GATE〜それは暁のように〜), und der zweiten Staffel, Gate II – Sekai o Koete (GATE II 〜世界を超えて〜), stammen von Kishida Kyōdan & The Akeboshi Rockets. Die Abspanntitel der ersten Staffel, Prism Communicate (ぷりずむコミュニケート, Purizumu Komyunikēto), und der zweiten Staffel, Itsudatte Communication (いつだってコミュニケーション), werden von Hisako Kanemoto, Nao Tōyama, sowie Risa Taneda unter ihren jeweiligen Rollennamen gesungen.

## Rezeption
Die Romanreihe war 2013 mit 170.000 verkauften Exemplaren auf Platz 26 der meistverkauften Light Novels und nur eine der wenigen eines Kleinverlags in dieser Liste. Verkaufte sich die Serie (Romane und Manga) bis Dezember 2014 etwa 1,5 Millionen Mal, so stieg dies nach Ankündigung der Anime-Verfilmung im Juni 2015 auf 2,4 Millionen Exemplare an.
Auf Initiative von Takumi Yanai werben die Selbstverteidigungsstreitkräfte im Raum Tokio mit Plakaten zur Anime-Serie für neue Rekruten.